# Кривопаланска костница
Кривопаланската костница (на македонска литературна норма: Кривопаланечка костурница) е православен параклис в град Крива паланка, северната част на Северна Македония. Част е от Кумановско-Осоговската епархия на Македонската православна църква.

## Местоположение
Костницата е разположена на входа на Крива паланка, покрай главната улица, южно от градския парк.

## История
Построена е за костите на убитите сръбски войници във войните от 1912 до 1918 година. Обявена е за защитен паметник на културата. Костурницата е обновена в 2004 година.